# Colin Burgess
Colin Burgess (født 16. november 1946, død 16. december 2023) var den oprindelige trommeslager for det australske hårde rockband AC/DC. Fra 1968 – 1972 spillede han i den succesfulde australske rock-gruppe The Masters Apprentices og blev rekrutteret til AC/DCs dannelse i 1973, hvor han sluttede sig til Malcolm Young (rytmeguitar), Angus Young (lead guitar), Dave Evans (vokal) og Larry Van Kriedt (bas). Burgess blev fyret af bandet i 1974.